# Eilema sabulosula
Eilema sabulosula là một loài bướm đêm thuộc phân họ Arctiinae, họ Erebidae.